# パウチカムイ
パウチカムイ (Pawci-Kamuy)は、アイヌ民話に伝わる淫欲を司るカムイ。

## 概要
アイヌ語では、ウコパウチコロ (ukopawcikor)と言えば性行為を行うという動詞であるが、 これは直訳すると uko「互いに」+pawci「パウチを」+kor「持つ」の意味である。
パウチカムイは普段はカムイの世界にあるススランペッ川(susurampet)の畔に居り、男も女も皆全裸で踊りながら過ごしているという。そして彼らが踊りながらヤナギの葉を川に投げ入れると、それは魚のシシャモになる。ちなみにアイヌ語ではヤナギの葉はスス・ハム (susu ham)と言い、シシャモはスサム(susam)あるいはスシャムと言う。これらの言葉とススランペッとの語呂合わせに由来する伝説と思われる。
ホロベツではシシャモはパウチカムイの魚として恐れられ、他人に渡す時にも直接手渡さずに投げて寄越し、シシャモの料理を客人に振る舞う時にもまず一掴み客の前に投げ散らしてから改めて客膳を出す習慣があった。
また、知里真志保の説によれば、このススランペッとは tusu-ram-pet 即ち「巫・神・川」の転訛であるという。樺太の古謡ではpawciとは巫女を指す言葉であり、またその巫女に神掛かる憑神をも指した。現在のパウチカムイはこれの零落した姿であるという。
彼らは時々人間界にも現れて踊り人間たちも誘う。そしてその誘惑に乗った者は騒がしく淫乱な性格になり、全裸で走るなどの奇行を行うという。また、パウチカムイは集団で裸踊りをする姿が目撃されるほか、個人に取り憑いてその性格を一変させる事もある。例えば人間が浮気をするのもパウチカムイが取り憑いたためだとされる。パウチカムイの憑依を解くためには、憑依された者を棘のついた枝で殴ったり川に落としたりする必要があると伝えられている。

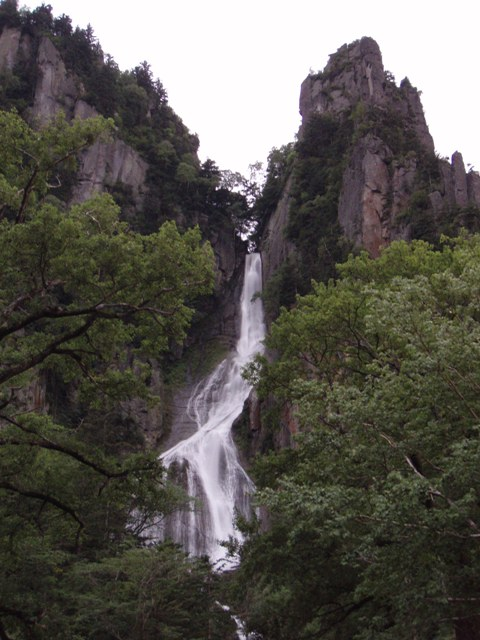
パウチカムイの砦といわれる北海道の層雲峡

北海道の石狩川流域の伝説ではパウチカムイは工芸に長けた神でもあるとされる。層雲峡もパウチカムイが作った砦で、ここに住むパウチカムイは舟人を誘惑する女神だと言う。層雲峡が挟む石狩川を夜盗たちが船で進んでいたところ、このパウチカムイに誘惑された挙句に死んでしまったというローレライ伝説と同様の伝説がある。
また、そもそも淫魔としない伝承もある。千歳地方の伝承ではパウチノッカ(Pawci notka)とも呼ばれ、トルルルル…という音をたてて飛ぶ魔物とされる。パウチノッカはさまざまな姿に変身でき、これに取りつかれた者は死ぬほど大変な目にあうという。